# Inicjatywa Dialogu
Inicjatywa Dialogu (ID) – koło poselskie o charakterze centrowo-liberalnym, funkcjonujące w Sejmie RP VII kadencji, zrzeszające posłów, którzy opuścili wcześniej Ruch Palikota, działające od 3 lipca do 11 grudnia 2013 roku.
O utworzeniu koła poinformowali 28 czerwca 2013 posłowie wówczas niezrzeszeni: Bartłomiej Bodio (okręg siedlecki), Artur Bramora (okręg częstochowski) i Halina Szymiec-Raczyńska (okręg wałbrzyski). 3 lipca koło zostało oficjalnie zarejestrowane. W jego składzie znalazł się także Dariusz Dziadzio (okręg rzeszowski), który tego dnia opuścił Ruch Palikota. 11 lipca na przewodniczącego koła wybrany został Bartłomiej Bodio. 11 grudnia tego samego roku koło zostało rozwiązane, a wszyscy jego członkowie zasilili klub parlamentarny Polskiego Stronnictwa Ludowego.